# Кресіл

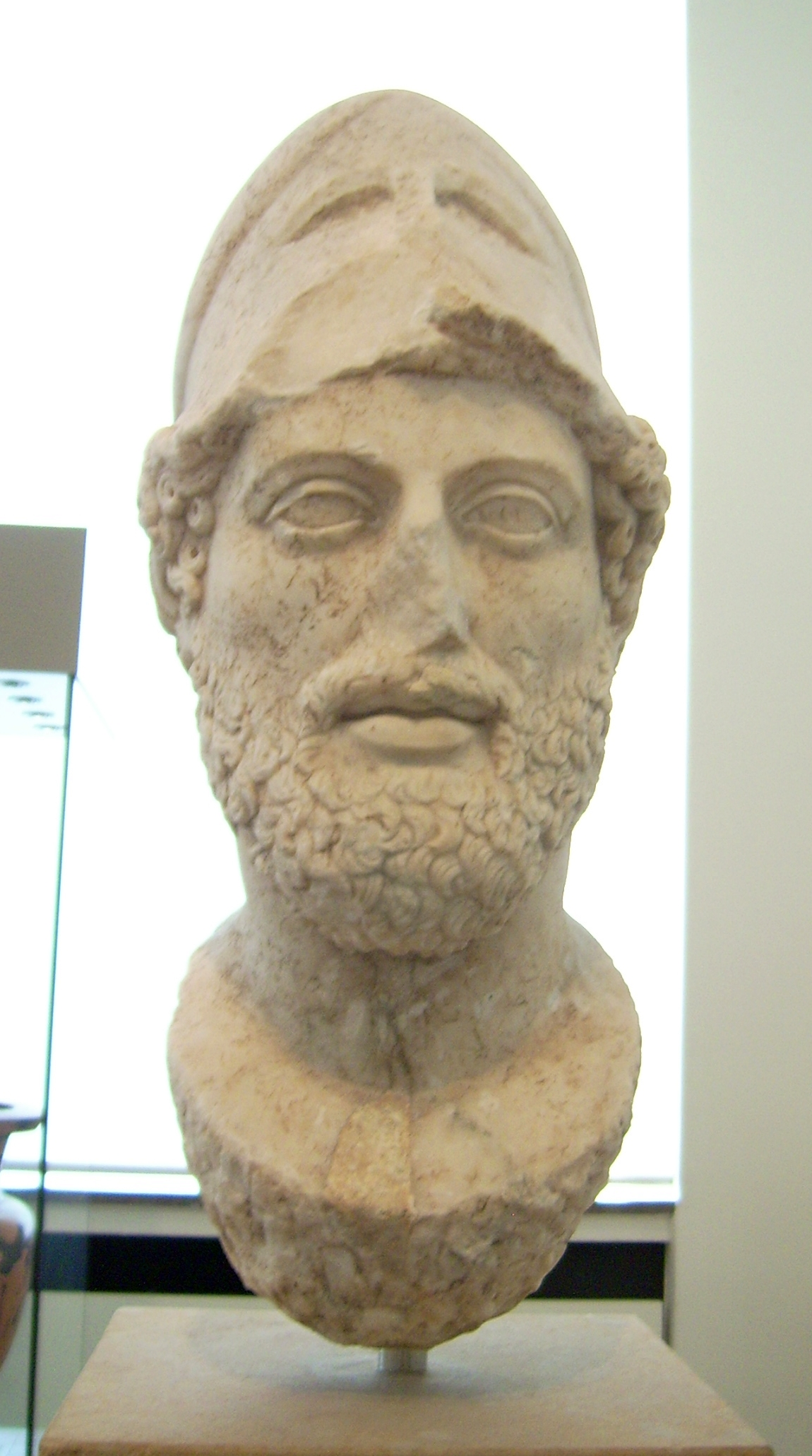
Римська копія статуї Перікла, імовірно створена Кресілом, копія з Берлінській колекції старожитностей

Кресіл (дав.-гр. Κρησίλας) — грецький скульптор з Кідонії. Близько 450—420 р. до н. е. був активний в Дельфах, Герміоні та Афінах.

## З біографії
Працював скульптором в Афінах під час Пелопоннеської війни. Він зокрема є автором статуї Перикла з коринфським шоломом на голові, який був зовнішніньою ознакою його функції стратега. Він також створив скульптуру вмираючого воїна, в конкуренції з Фідієм та Поліклетом, Кресіл створив для міста Ефеса статую пораненої Амазонки. Цей мотив неодноразово повторювався пізнішими скульпторами. Прикладом може служити скульптура пораненої Амазонки авторства Сосікла з музеїв Ватикану в Римі, про що є свідчення у Плінія Старшого.